# Thailand Golf Championship
Het Thailand Golf Kampioenschap maakt deel uit van de Aziatische PGA Tour. Het toernooi is het laatste toernooi van het seizoen. Het wordt in de maand december gespeeld op de baan van Amata Spring. De par van die baan is 72. Het prijzengeld is US$ 1.000.000.
De winnaar wordt uitgenodigd voor de volgende WGC - Bridgestone Invitational
De eerste editie was in december 2011. Lee Westwood won mede doordat hij de eerste ronde in 60 slagen had gespeeld. Dit was een record op de Aziatische Tour. Guido van der Valk stond na dit toernooi nog net hoog genoeg om zijn tourkaart voor 2012 te behouden.
| Jaar | Winnaar          | Score | Score | Info                              |
| ---- | ---------------- | ----- | ----- | --------------------------------- |
| 2011 | Lee Westwood     | 266   | −22   | gewonnen met 7 slagen voorsprong  |
| 2012 | Charl Schwartzel | 263   | −25   | gewonnen met 11 slagen voorsprong |
| 2013 | Sergio García    | 266   | -22   | gewonnen met 4 slagen voorsprong  |
| 2014 | Lee Westwood     | 280   | -8    | gewonnen met 1 slag voorsprong    |

 Maleisisch Open ·
 Thailand Classic ·
 Indian Open ·
 SAIL-SBI Open ·
 Indonesian Masters ·
 Mauritius Open ·
 Queen's Cup ·
 Omega European Masters ·
 Vascory Classic ·
 Chiangmai Golf Classic
EurAsia Cup